# Station Ritto
Station Rittō (栗東駅,  Rittō-eki) is een spoorwegstation in de Japanse stad Rittō. Het wordt aangedaan door de Biwako-lijn. Het station heeft twee sporen, gelegen aan twee zijperrons.

## Treindienst

### JR West
| 1 | ■ Biwako-lijn | richting Maibara en Nagahama |
| 2 | ■ Biwako-lijn | richting Kusatsu en Kioto    |

## Geschiedenis
Het station werd in 1991 geopend.

## Overig openbaar vervoer
Bussen van de Ōmi Spoorwegmaatschappij en Kuri-chan

## Stationsomgeving
- Taihō-schrijn
- Taihō Shopping Plaza (winkelcentrum)
- Al Plaza Rittō (supermarkt)
- Art Ritz Hotel
- Rittō Kunst- en cultuurcentrum
- 7-Eleven
- Lawson
- McDonald's
- Kansai Urban Bank
- Shiga Bank